# ジェフ・ゴセット
ジェフ・ゴセット（Jeff Gossett 1957年1月25日- ）はイリノイ州チャールストン出身の元アメリカンフットボール選手。NFLとUSFLのチームで1981年から1996年までプレーした。現役時代のポジションはパンター。

## 経歴
1978年のMLBドラフト5巡でニューヨーク・メッツに指名され、2シーズン同チームのファームチームに三塁手、外野手として所属した。
1981年から1982年（ストライキのためレギュラーシーズンは9試合）までの2シーズン、15試合カンザスシティ・チーフスでプレーした。
1984年はUSFLのシカゴ・ブリッツ、1985年はポートランド・ブレイカーズでプレーした。
1988年8月、解雇されたラルフ・ジャコマッロの代役としてヒューストン・オイラーズからトレードで移籍した。
1991年には平均44.2ヤードでオールプロファーストチームに選ばれた。この年、プロフットボールウィークリーよりゴールデントー・アワード（その年最高のキックスペシャリストに与えられる賞）を受賞している。
1993年、開幕直前にキッカーのジェフ・ジェイガーとともにカットされたが、すぐに再契約を結んだ。
レイダースでは、チームのオークランド移転後の1996年までプレーした。1996年には39歳と同年出場したパンター中、最年長であった。